# 暴力団 (書籍)
『暴力団』（ぼうりょくだん、ISBN 9784106104343）は、日本のノンフィクション作家・ジャーナリストの溝口敦の上梓による新書版書籍。2011年9月16日初版発行。頁数204。新潮新書刊。ノンフィクション作品。
暴力団取材の分野で第一人者として知られる著者が、暴力団（ヤクザ）についてを一般向けに平易な形で解説。暴力団についての基礎的な知識から最新の実態までを7部構成で取り扱う内容となっている。
著者によれば、“「です」「ます」の文章でエッセイ風に易しく書いている”が、“暴力団ものの集大成”。暴力団の組織構造から、いわゆる「シノギ」（収入源）、出世の仕方、恐喝の手口、若手構成員のリクルート方法、芸能人との関係、ならびに暴力団に脅された際の対処法に至るまでを多岐にわたって取り扱う。暴力団が主題ではあるものの、関東連合などのいわゆる「半グレ」への言及なども収めている。
発売から6日で7万部、2週間足らずで9万部、2週間あまりで10万部、そして46日目で20万部を突破。27.5万部のベストセラーとなった。2012年には続編にあたる『続・暴力団』（新潮新書）が発刊。こちらもベストセラーとなっている。